# کارآگاه خون‌آشام
کارآگاه خون‌آشام (کره‌ای: 뱀파이어 탐정; لاتین‌نویسی اصلاح‌شده: Baempaieo Tamjeong) یک مجموعهٔ تلویزیونی کره جنوبی سال ۲۰۱۶ با بازی لی جون، اوه جونگ سه، لی سه یونگ و لی چونگ-آه است. این مجموعه از ۲۷ مارس تا ۱۲ ژوئن ۲۰۱۶ روزهای شنبه و یکشنبه از اوسی‌ان برای ۱۲ قسمت پخش شد.

## بازیگران

### اصلی
- لی جون در نقش یون سان
- اوه جونگ سه در نقش یونگ گو هیونگ
- لی سه یونگ در نقش هان گیو وول
- لی چونگ-آه در نقش یونا